# Википедија на језику тагалог
Википедија на језику тагалог или Википедија на тагалогу (таг. Tagalog na Wikipedia) јест издање Википедије, слободне енциклопедије, на тагалогу које данас има 48.5930 чланака и заузима на 62. место на списку језичких издања Википедије према броју чланака.